# Pașaport albanez
Pașaportul albanez este un document de călătorie și de identitate care este eliberat cetățenilor care au cetățenie albaneză și le permite să călătorească în străinătate. Autoritatea competentă pentru emitere este Ministerul de Interne al Albaniei.